# Grand Prix Formule 1 van Italië 2024
De Grand Prix Formule 1 van Italië 2024 werd verreden op 1 september op het Autodromo Nazionale Monza in Monza. Het was de zestiende race van het seizoen.
Op 27 augustus werd bekendgemaakt dat Franco Colapinto vanaf de GP van Italië Logan Sargeant zal vervangen als rijder bij het team van Williams-Mercedes.

## Vrije trainingen

### Uitslagen
- Enkel de top vijf wordt weergegeven.

| Vrije training 1 | Pos. | Nr. | Coureur          | Constructeur               | Tijd     |
| ---------------- | ---- | --- | ---------------- | -------------------------- | -------- |
| Vrije training 1 | 1    | 1   | Max Verstappen   | Red Bull Racing-Honda RBPT | 1:21.676 |
| Vrije training 1 | 2    | 16  | Charles Leclerc  | Ferrari                    | 1:21.904 |
| Vrije training 1 | 3    | 4   | Lando Norris     | McLaren-Mercedes           | 1:21.917 |
| Vrije training 1 | 4    | 55  | Carlos Sainz jr. | Ferrari                    | 1:22.126 |
| Vrije training 1 | 5    | 77  | Valtteri Bottas  | Kick Sauber-Ferrari        | 1:22.127 |
| Vrije training 2 | Pos. | Nr. | Coureur          | Constructeur               | Tijd     |
| Vrije training 2 | 1    | 44  | Lewis Hamilton   | Mercedes                   | 1:20.738 |
| Vrije training 2 | 2    | 4   | Lando Norris     | McLaren-Mercedes           | 1:20.741 |
| Vrije training 2 | 3    | 55  | Carlos Sainz jr. | Ferrari                    | 1:20.841 |
| Vrije training 2 | 4    | 81  | Oscar Piastri    | McLaren-Mercedes           | 1:20.858 |
| Vrije training 2 | 5    | 16  | Charles Leclerc  | Ferrari                    | 1:20.892 |
| Vrije training 3 | Pos. | Nr. | Coureur          | Constructeur               | Tijd     |
| Vrije training 3 | 1    | 44  | Lewis Hamilton   | Mercedes                   | 1:20.117 |
| Vrije training 3 | 2    | 63  | George Russell   | Mercedes                   | 1:20.210 |
| Vrije training 3 | 3    | 16  | Charles Leclerc  | Ferrari                    | 1:20.226 |
| Vrije training 3 | 4    | 81  | Oscar Piastri    | McLaren-Mercedes           | 1:20.252 |
| Vrije training 3 | 5    | 4   | Lando Norris     | McLaren-Mercedes           | 1:20.262 |

 Kimi Antonelli (Mercedes) reed in de eerste vrije training in plaats van  George Russell. Hij zette een tijd neer van 1:23.955 en werd daarmee laatste. In zijn zesde ronde op het circuit veroorzaakte hij een rode vlag, hij vloog uit de bocht in de bandenstapel in bocht 11, de Parabolica.

## Kwalificatie
Lando Norris behaalde de vijfde pole position in zijn carrière.
| Pos.                   | Nr. | Coureur          | Constructeur               | Kwalificatietijden | Kwalificatietijden | Kwalificatietijden | Grid |
| Pos.                   | Nr. | Coureur          | Constructeur               | Q1                 | Q2                 | Q3                 | Grid |
| ---------------------- | --- | ---------------- | -------------------------- | ------------------ | ------------------ | ------------------ | ---- |
| 1                      | 4   | Lando Norris     | McLaren-Mercedes           | 1:19.911           | 1:19.727           | 1:19.327           | 1    |
| 2                      | 81  | Oscar Piastri    | McLaren-Mercedes           | 1:20.076           | 1:19.808           | 1:19.436           | 2    |
| 3                      | 63  | George Russell   | Mercedes                   | 1:20.169           | 1:19.877           | 1:19.440           | 3    |
| 4                      | 16  | Charles Leclerc  | Ferrari                    | 1:20.074           | 1:20.007           | 1:19.461           | 4    |
| 5                      | 55  | Carlos Sainz jr. | Ferrari                    | 1:20.149           | 1:19.799           | 1:19.467           | 5    |
| 6                      | 44  | Lewis Hamilton   | Mercedes                   | 1:20.477           | 1:19.641           | 1:19.513           | 6    |
| 7                      | 1   | Max Verstappen   | Red Bull Racing-Honda RBPT | 1:20.226           | 1:19.662           | 1:20.022           | 7    |
| 8                      | 11  | Sergio Pérez     | Red Bull Racing-Honda RBPT | 1:20.598           | 1:20.216           | 1:20.062           | 8    |
| 9                      | 23  | Alexander Albon  | Williams-Mercedes          | 1:20.542           | 1:20.314           | 1:20.299           | 9    |
| 10                     | 27  | Nico Hülkenberg  | Haas-Ferrari               | 1:20.781           | 1:20.411           | 1:20.339           | 10   |
| 11                     | 14  | Fernando Alonso  | Aston Martin-Mercedes      | 1:20.617           | 1:20.421           |                    | 11   |
| 12                     | 3   | Daniel Ricciardo | RB-Honda RBPT              | 1:20.901           | 1:20.479           |                    | 12   |
| 13                     | 20  | Kevin Magnussen  | Haas-Ferrari               | 1:20.856           | 1:20.698           |                    | 13   |
| 14                     | 10  | Pierre Gasly     | Alpine-Renault             | 1:20.748           | 1:20.738           |                    | 14   |
| 15                     | 31  | Esteban Ocon     | Alpine-Renault             | 1:20.764           | 1:20.766           |                    | 15   |
| 16                     | 22  | Yuki Tsunoda     | RB-Honda RBPT              | 1:20.945           |                    |                    | 16   |
| 17                     | 18  | Lance Stroll     | Aston Martin-Mercedes      | 1:21.013           |                    |                    | 17   |
| 18                     | 43  | Franco Colapinto | Williams-Mercedes          | 1:21.061           |                    |                    | 18   |
| 19                     | 77  | Valtteri Bottas  | Kick Sauber-Ferrari        | 1:21.101           |                    |                    | 19   |
| 20                     | 24  | Zhou Guanyu      | Kick Sauber-Ferrari        | 1:21.445           |                    |                    | 20   |
| Q1 107% tijd: 1:25.505 |     |                  |                            |                    |                    |                    |      |

## Wedstrijd
Charles Leclerc behaalde de zevende Grand Prix-overwinning in zijn carrière.
| Pos.               | Nr. | Coureur          | Constructeur               | Rondes | Tijd / Oorzaak Uitval | Grid | Punten |
| ------------------ | --- | ---------------- | -------------------------- | ------ | --------------------- | ---- | ------ |
| 1                  | 16  | Charles Leclerc  | Ferrari                    | 53     | 1:14:40.727           | 4    | 25     |
| 2                  | 81  | Oscar Piastri    | McLaren-Mercedes           | 53     | +2.664                | 2    | 18     |
| 3                  | 4   | Lando Norris     | McLaren-Mercedes           | 53     | +6.153                | 1    | 16S    |
| 4                  | 55  | Carlos Sainz jr. | Ferrari                    | 53     | +15.621               | 5    | 12     |
| 5                  | 44  | Lewis Hamilton   | Mercedes                   | 53     | +22.820               | 6    | 10     |
| 6                  | 1   | Max Verstappen   | Red Bull Racing-Honda RBPT | 53     | +37.932               | 7    | 8      |
| 7                  | 63  | George Russell   | Mercedes                   | 53     | +39.715               | 3    | 6      |
| 8                  | 11  | Sergio Pérez     | Red Bull Racing-Honda RBPT | 53     | +54.148               | 8    | 4      |
| 9                  | 23  | Alexander Albon  | Williams-Mercedes          | 53     | +1:07.456             | 9    | 2      |
| 10                 | 20  | Kevin Magnussen  | Haas-Ferrari               | 53     | +1:08.302 *1          | 13   | 1      |
| 11                 | 14  | Fernando Alonso  | Aston Martin-Mercedes      | 53     | +1:08.495             | 11   |        |
| 12                 | 43  | Franco Colapinto | Williams-Mercedes          | 53     | +1:21.308             | 18   |        |
| 13                 | 3   | Daniel Ricciardo | RB-Honda RBPT              | 53     | +1:33.452 *2          | 12   |        |
| 14                 | 31  | Esteban Ocon     | Alpine-Renault             | 52     | +1 ronde              | 15   |        |
| 15                 | 10  | Pierre Gasly     | Alpine-Renault             | 52     | +1 ronde              | 14   |        |
| 16                 | 77  | Valtteri Bottas  | Kick Sauber-Ferrari        | 52     | +1 ronde              | 19   |        |
| 17                 | 27  | Nico Hülkenberg  | Haas-Ferrari               | 52     | +1 ronde              | 10   |        |
| 18                 | 24  | Zhou Guanyu      | Kick Sauber-Ferrari        | 52     | +1 ronde              | 20   |        |
| 19                 | 18  | Lance Stroll     | Aston Martin-Mercedes      | 52     | +1 ronde              | 17   |        |
| DNF                | 22  | Yuki Tsunoda     | RB-Honda RBPT              | 7      | DNF                   | 16   |        |
| Bron: formula1.com |     |                  |                            |        |                       |      |        |

S Lando Norris reed voor de negende keer in zijn carrière een snelste ronde en behaalde hiermee een extra punt.

*1 Daniel Ricciardo kreeg vijf seconden straf voor het buiten de baan rijden van Nico Hülkenberg en een extra straf van tien seconden voor het niet correct uitvoeren van die eerste straf.

*2 Kevin Magnussen kreeg een straf van tien seconden voor het veroorzaken van een botsing. Door de strafpunten op zijn licentie, behorende bij deze straf, bereikte hij de limiet van twaalf strafpunten en zal hij niet deel mogen nemen aan de Grand Prix van Azerbeidzjan.

## Tussenstanden wereldkampioenschap
Betreft tussenstanden voor het wereldkampioenschap na dit GP-weekeinde.

### Coureurs
| Pos. | Nr. | Coureur          | Constructeur               | Punten |
| ---- | --- | ---------------- | -------------------------- | ------ |
| 1    | 1   | Max Verstappen   | Red Bull Racing-Honda RBPT | 303    |
| 2    | 4   | Lando Norris     | McLaren-Mercedes           | 241    |
| 3    | 16  | Charles Leclerc  | Ferrari                    | 217    |
| 4    | 81  | Oscar Piastri    | McLaren-Mercedes           | 197    |
| 5    | 55  | Carlos Sainz jr. | Ferrari                    | 184    |
| 6    | 44  | Lewis Hamilton   | Mercedes                   | 164    |
| 7    | 11  | Sergio Pérez     | Red Bull Racing-Honda RBPT | 143    |
| 8    | 63  | George Russell   | Mercedes                   | 128    |
| 9    | 14  | Fernando Alonso  | Aston Martin-Mercedes      | 50     |
| 10   | 18  | Lance Stroll     | Aston Martin-Mercedes      | 24     |
| 11   | 27  | Nico Hülkenberg  | Haas-Ferrari               | 22     |
| 12   | 22  | Yuki Tsunoda     | RB-Honda RBPT              | 22     |
| 13   | 3   | Daniel Ricciardo | RB-Honda RBPT              | 12     |
| 14   | 10  | Pierre Gasly     | Alpine-Renault             | 8      |
| 15   | 38  | Oliver Bearman   | Ferrari                    | 6      |
| 16   | 20  | Kevin Magnussen  | Haas-Ferrari               | 6      |
| 17   | 23  | Alexander Albon  | Williams-Mercedes          | 6      |
| 18   | 31  | Esteban Ocon     | Alpine-Renault             | 5      |
| 19   | 24  | Zhou Guanyu      | Kick Sauber-Ferrari        | 0      |
| 20   | 2   | Logan Sargeant   | Williams-Mercedes          | 0      |
| 21   | 43  | Franco Colapinto | Williams-Mercedes          | 0      |
| 22   | 77  | Valtteri Bottas  | Kick Sauber-Ferrari        | 0      |

### Constructeurs
| Pos. | Constructeur               | Punten |
| ---- | -------------------------- | ------ |
| 1    | Red Bull Racing-Honda RBPT | 446    |
| 2    | McLaren-Mercedes           | 438    |
| 3    | Ferrari                    | 407    |
| 4    | Mercedes                   | 292    |
| 5    | Aston Martin-Mercedes      | 74     |
| 6    | RB-Honda RBPT              | 34     |
| 7    | Haas-Ferrari               | 28     |
| 8    | Alpine-Renault             | 13     |
| 9    | Williams-Mercedes          | 6      |
| 10   | Kick Sauber-Ferrari        | 0      |